# Ецони
Ецоните (на немски: Ezzonen; на френски: Ezzonides) са в източното франкско-немско царство на 10 и 11 век като лотарингски пфалцграфове най-важни представители на кралството на Среден и Долен Рейн.
Първият представител на рода през края на 9 век е Еренфрид на Среден Рейн, в Алцай.
Представители на рода са:
- Еренфрид I от Маасгау, граф в Близгау (877), Цулпихгау, Келдахгау (fl. 866–904)
- Еберхард I († 937), граф в Цулпихгау, Келдахгау (904) и Бонгау (913)
- Еренфрид II, граф в Цулпихгау (942),
- Херман I († 996), пфалцграф на Лотарингия (989–996)
- Ецо († 21 март 1034), пфалцграф на Лотарингия (996–1034); ∞ пр. 15 юни 991 Матилда Саксонска († 4 декември 1025), дъщеря на император Ото II
- Ото II от Швабия († 1047), херцог на Швабия (1045–1047), пфалцграф на Лотарингия (1035–1045)
- Хайнрих I († 1061), пфалцграф на Лотарингия (1045-1060), свален 1060
- Херман II († 20 септември 1085), пфалцграф на Лотарингия (1064-1085)
- Конрад I (Куно) († 5 декември 1055), херцог на Бавария (1049-1053)
- Конрад III (Куно) († 1061), херцог на Каринтия, маркграф на Верона (1056–1061)
- Рихеза Лотарингска († 21 март 1063), кралица; ∞ 1013 става съпруга на Мешко II Лямберт, крал на Полша (1025-1031)